# Glerá (älv)
Glerá (isländskt uttal: gler-ao) är en älv på norra Island. Älven har sitt ursprung i jöklarna i fjällen på den närbelägna halvön Tröllaskagi, och på vägen från dessa källor tar älven upp vatten från sötvattenkällor på vägen ned genom Glerádalen. Glerá rinner därefter genom staden Akureyri innan den mynnar ut vid Eyjafjörður och formar sandbanken Oddeyri. Älven var väldigt viktig i samband med industrialiseringen av Akueyri då man dessutom anlade en damm för att producera elektricitet till staden. Den ursprungliga dammen har man nu rivit och i samband med 100-årsjubileet för införandet av vattenkraft på Island öppnade man 27 augusti 2005 en 290 kW stark kraftstation som idag förser Akureyri med elektricitet.
Historiskt sett har älven tidigare skilt åt staden Akureyri med byn Glerá, en ort precis norr om älven men under tidigt 1900-tal har bygderna vuxit samman. Idag har stadsdelen norr om Glerá namnet Glerárhverfi (Gleráområdet), men kallas oftast i folkmun för Þorpið. Där bor idag fler än 7 000 av Akureyris 16 000 innevånare.
Sedan 31 augusti 2012 har den övre delen av älven, delen som rinner genom Glerádalen, status som naturskyddsområde, och ett flertal vandringsleder har anlagts.